# Liolaemus huayra
Espèce
Liolaemus huayra est une espèce de sauriens de la famille des Liolaemidae.

## Répartition et habitat
Cette espèce est endémique d'Argentine où elle est présente dans la province de Tucumán,. Elle vit dans la puna. La plante dominante est l'herbe Festuca.

## Étymologie
Le nom spécifique huayra vient du quechuan huayra, le vent ou venteux, en référence à la distribution de ce saurien dans des endroits venteux.

## Publication originale
- Abdala, Quinteros & Espinoza, 2008 : Two new species of Liolaemus (iguania: Liolaemidae) from the Puna of Northwestern Argentina. Herpetologica, vol. 64, no 4, p. 458-471.